# Vila closa fortificada d'Alfés
La Vila closa fortificada d'Alfés és el conjunt històric d'Alfés (Segrià) declarat Bé Cultural d'Interès Nacional.

## Descripció
L'entorn de la Vileta, el nucli antic d'Alfés, conserva la fisonomia de vila closa que estaria tancada per portals. Ha patit moltes refeccions, però encara en queden alguns murs, l'església d'origen romànic i alguns edificis senyorials.

## Història
El 1120 es documenta el castell d'"Afesta" que, segons Pità Mercé, és el d'Alfès. Al fogatjament de 1365-1370 consta que Alfés pertany a Joan de Barriac, ciutadà de Lleida. Posteriorment, Alfés passà a l'església de Lleida, fins a la desamortització.